# Constantine Samuel Rafinesque-Schmaltz
Constantine Samuel Rafinesque-Schmaltz (Galata, 22 ottobre 1783 – Filadelfia, 18 settembre 1840) è stato un biologo e archeologo statunitense, di origine franco-tedesca.
Personaggio dal comportamento eccentrico e per tale motivo spesso non compreso dai suoi contemporanei, alternava il suo interesse tra la zoologia, la botanica, la malacologia, la meteorologia, la teoria dell'evoluzione e la letteratura. Era un poliglotta.

## Biografia
Trascorse la sua giovinezza a Marsiglia e pur avendo ricevuto una scarsa istruzione, all'età di dodici anni già conosceva il latino e aveva raccolto un erbario.
Dai nove ai dodici anni soggiornò negli Stati Uniti prima di trasferirsi a Palermo in Sicilia. Qui si dedicò al commercio di piante medicinali. Continuò a raccogliere fiori e si dedicò allo studio dei pesci. Pubblicò nel 1810 due opere di ittiologia: Caratteri di Alcuni Nuovi Generi e Ittiologia Siciliana.
Nel 1815, sua moglie lo lasciò e suo figlio, chiamato Linné (in omaggio a Carl von Linné, il nome svedese di Linneo), morì. Decise allora di ritornare in America ma perdette la sua intera biblioteca (cinquanta casse di libri) e tutta la sua collezione personale (fra cui 60 000 conchiglie) quando la nave che le trasportava dall'Italia affondò al largo del Connecticut.
A New York, nel 1818, diventò membro del nuovo Lyceum of Natural History. A quella data, aveva già descritto e denominato più di 250 nuove specie di vegetali e di animali. Lentamente ricreò la sua collezione.
Nel 1819, diventò professore di botanica alla Transylvania University a Lexington nel Kentucky. Vi insegnò il francese e l'italiano. Descrisse tutte le specie nuove in cui si imbatteva e diede alle stampe Ichthyologia Ohiensis nel 1820 sui pesci del fiume Ohio.
Pubblicò nel 1825 Neogenyton, che gli valse parecchie critiche da parte dei botanici che frequentava. Nella primavera del 1826, fu obbligato a lasciare il suo posto all'università per ragioni non chiare (per alcuni aveva un'avventura con la moglie del presidente dell'università, per altri, non svolgeva i corsi che gli erano stati affidati).
Si trasferì a Filadelfia senza un impiego. Tenne dei corsi pubblici e pubblicò, per lo più a sue spese, delle opere. Il suo libro Medical Flora, a manual of the Medical Botany of the United States of North America (1828-1830) è senza dubbio la sua opera più famosa.
In Herbarium rafinesquianum, descrisse numerose nuove piante. Si interessò ugualmente alle collezioni raccolte nel corso della spedizione Lewis e Clark. Descrisse pure parecchie specie nuove tra le quali il cane della prateria (Cynomys ludovicianus), il topo dai piedi bianchi (Peromyscus leucopus) il cervo mulo (mule deer) (Odocoileus hemionus).
Nei libri che pubblicò tra il 1836 e il 1838, presentò centinaia di nuovi generi e migliaia di nuove specie (si stima che sia l'autore di più di 6 700 taxa). Fu messo al bando dalla comunità scientifica per la sua propensione a creare di sana pianta delle nuove specie. È così che a partire da una lettera dove Audubon gli descriveva un pesce e una tartaruga appartenente alla mitologia, che Rafinesque ne trasse subito due nuove specie. Quando i giornali scientifici americani rifiutarono di pubblicare i suoi articoli, lui li fece uscire in un giornale regionale, il Kentucky Gazette o in due pubblicazioni che aveva fondato (Annals of Nature, 1820, e Journal and Friend of Knowledge, 1832).
Ma a parte i suoi lavori fantasiosi (come il suo libro del 1819 sui serpenti marini), è l'autore di ottime opere di storia naturale.
Rafinesque scoprì nell'abitazione di John James Audubon anche una specie sconosciuta di pipistrelli. Sviluppò una sua propria versione della teoria dell'evoluzione. Nel 1836, creò un falso documento intitolato Walam Olum, nel quale affermava di essere capace di tradurre gli scritti antichi dei nativi americani Delaware o Lenape.
Morì di tumore non diagnosticato. Le sue collezioni vennero disperse o distrutte. Nel 1924, i suoi presunti resti furono trasferiti alla Transylvania University, nella cripta Old Morrison, a Lexington nel Kentucky, per ricevere una onorevole sepoltura.
Nel 1841, Thomas Nuttall gli dedicò il genere Rafinesquia (famiglia delle Asteraceae) che comprende due specie.

## Alcune opere

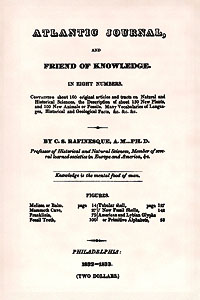
Atlantic Journal (1832-1833)

- 1810: Indice d'ittiologia siciliana; ossia, catalogo metodico dei nomi latini, italiani, e siciliani dei pesci, che si rinvengono in Sicilia disposti secondo un metodo naturale e seguito da un'appendice che contiene la descrizione de alcuni nuovi pesci siciliani. Messina: 1–70, 2 pls.
- 1814: Specchio delle scienze (Palermo).
- 1815: Analyse de la nature, ou tableau de l'univers et des corps organisés (Palermo), nel quale tenta di elaborare un uovo sistema di classificazione.
- 1817: Florula ludoviciana.
- 1824: Ancient history, or Annals of Kentucky; with a survey of the ancient monuments of North America, and a tabular view of the principal languages and primitive nations of the whole earth — Una copia in formato digitale può essere consultata liberamente su Archive.org.
- 1825: Neogenyton.
- 1828-1830: Medical Flora, a manual of the Medical Botany of the United States of North America.
- 1832-1833: Atlantic Journal and Friend of Knowledge (8 volumi).
- 1832: A monograph of the fluviatile bivalve shells of the river Ohio — Una copia in formato digitale può essere consultata liberamente su Archive.org.
- 1836: A life of Travels.
- 1836: The American nations; or, outlines of their general history, ancient and modern, including: the whole history of the earth and mankind in the western hemisphere; the philosophy of American history; the annals, traditions, civilization, lanuguages, &c., of all the American nations, tribes, empires, and states — Una copia in formato digitale può essere consultata liberamente su Archive.org.
- 1836-1838: New flora and botany of North America (4 volumi).
- 1838: Alsographia americana.
- 1838: Sylva tellurana. Mantis synopt. New genera and species of trees and shrubs of North America, and other regions of the earth, omitted or mistaken by the botanical authors and compilers, or not properly classified, now reduced by their natural affinities to the proper natural orders and tribes — Una copia in formato digitale può essere consultata liberamente su Archive.org.
- 1838: The ancient monuments of North and South America — Una copia in formato digitale può essere consultata liberamente su Archive.org.
- 1840: Autikon botanikon. Icones plantarum select. nov. vel rariorum, plerumque americana, interdum african. europ. asiat. oceanic. — Una copia in formato digitale può essere consultata liberamente su Archive.org.

| Raf. è l'abbreviazione standard utilizzata per le piante descritte da Constantine Samuel Rafinesque-Schmaltz. Consulta l'elenco delle piante assegnate a questo autore dall'IPNI. |

| Rafinesque è l'abbreviazione standard utilizzata per le specie animali descritte da Constantine Samuel Rafinesque-Schmaltz. Categoria:Taxa classificati da Constantine Samuel Rafinesque-Schmaltz |